# シノメニン
シノメニン(Sinomenine)は、日本や中国に自生するオオツヅラフジ(Sinomenium acutum )に含まれるアルカロイドである。これらの国では、伝統的にリウマチや関節炎を治療する薬草として用いられてきた。しかし、その他の痛みに対する鎮痛作用は限定的である。シノメニンはモルフィナン誘導体で、レボルファノール等のオピオイド及び非オピオイド系の鎮咳去痰薬デキストロメトルファンと関連する。抗リウマチ作用は、主にヒスタミンの放出のためと考えられているが、プロスタグランジン、ロイコトリエン、一酸化窒素の合成の阻害等の他の作用も関係している可能性がある。